# یعقوبوو (شهرستان کویورگازینسکی، باشقیرستان)
یعقوبوو (انگلیسی: Yakupovo, Kuyurgazinsky District, Republic of Bashkortostan) یک شهرک در شهرستان کویورگازینسکی جمهوری باشقیرستان در کشور روسیه است.